# سفارة تونس لدى الصين
سفارة تونس لدى الصين هي البعثة الدبلوماسية للجمهورية التونسية لدى جمهورية الصين الشعبية، وتقع بالعاصمة بكين.